# Vizuelna molekulska dinamika
Vizuelna molekulska dinamika (VMD) je računarski program za molekulsko modelovanje i vizuelizaciju. VMD je prvenstveno razvijen kao alat za prikazivanje i analiziranje rezultata molekulsko dinamičkih simulacija. On isto sadrži oruđa za rad sa volumetrijskim podacima, sekvencama, i proizvoljnim geometrijskim objektima. Molekulske scene se mogu eksportovati za upotrebu u drugim softverskim paketima kao što su POV-Ray, Renderman, Tachyon, VRML, i mnogim drugima. Korisnici mogu da izvršavaju njihove sopstvene Tcl i Pajton skriptove u VMDu, pošto on sadrži Tcl i Pajton interpretatore. VMD, zajedno sa izvornim kodom, je slobodno dostupan, ali je pod licencom besplatnog softvera.

## Istorija
VMD su razvile grupa za Teoretsku i računsku biofiziku (TCB) na Univerzitetu Ilinoja i Bekman institut. Originalnu verziju, koja se zvala VRChem, su razvili M. Krogh, W. Humphrey i R. Kufrin 1992. Inicijalnu verziju VMDa su napisali Andrew Dalke, Jeff Ulrich, i Vilijam Hamfri, i ona se pojavila 1995. Rane VMD verzije su razvijene za Silikon Grafiks radne stanice, i mogle su isto tako koristiti na engl. Cave Automatic Virtual Environment CAVE mašinama. Nakon što su originalni programeri otišli da rade na drugim projektima, Sergej Izrailev je preuzeo održavanje programa sve do 1998. Te godine je John Stone postao glavni VMD programer. On je portirao VMD na mnoge druge vrste Juniksa, i uveo punu podršku za OpenGL grafiku. Prva VMD verzija za Majkrosoft vindouz platformu se pojavila u 1999. U 2001, Justin Gullingsrud, Paul Grayson, i John Stone su dodali podršku za povratno spregnute (engl. feedback) uređaje, i razvili su interfejs između VMD i NAMD za podršku interaktivnih molekularno dinamičkih simulacija. U toku daljeg razvoja oni su potpuno zamenili grafički korisnički interfejs, dodali podršku za displej i obradu volumetrijskih podataka, i počeli da upotrebljavaju OpenGL šejding jezik (engl. Shading Language).

## Inter-procesna komunikacija
može da komunicira sa drugim programima kroz TCL/TK.
- proteinska platforma

## Napomena
Da bi VMD mogao da funkcioniše csh ljuska mora biti instalirana.

## Spoljašnje veze
- na evima